# Berta Rodríguez

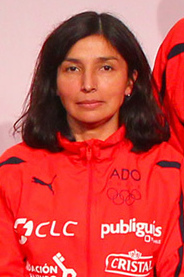
Berta Rodríguez

Berta Rodríguez (24 de junho de 1971) é uma mesa-tenista chilena, bicampeã latino-americana individual.